# Reba
Reba is een Amerikaanse sitcom rond countryzangeres Reba McEntire. De serie gaat over een moeder van drie kinderen wier wereld instort als ze ontdekt dat haar man, een tandarts, een verhouding heeft met zijn assistente die ook zwanger van hem is. Ondertussen is haar oudste dochter van 17 zwanger van de aanvoerder van het footballteam en besluiten ze de baby te houden.

## Verhaal
Het is hard werken om het als alleenstaande moeder allemaal voor elkaar te krijgen. Voor Reba Hart betekent het ouderschap, naast haar eigen drie kinderen Cheyenne, Kyra en Jake, ook nog de zorg voor schoonzoon Van, kleindochter Elizabeth, ex-man Brock en diens neurotische echtgenote Barbra-Jean. Bij de pilot van de serie vinden we de familie Hart midden in een scheiding waarbij Reba Hart haar volmaakte leven in elkaar ziet vallen. Na wat Reba zag als twintig jaar gelukkig getrouwd te zijn verlaat haar echtgenoot Brock haar voor zijn assistente, die een kind van hem verwacht. Als klap op de vuurpijl bekent hun oudste, 17-jarige dochter Cheyenne dat ze zwanger is van de footballhunk van haar high school en dat ze willen trouwen. Daarnaast heeft ze ook nog de zorg voor haar puberende dochter Kyra en haar zoon Jake.
In de aflevering Reba's Rules of Real Estate uit seizoen 4 was een gastoptreden te zien van Dolly Parton als makelaar voor wie Reba zou gaan werken.

## Rolverdeling
| acteur           | character                |
| ---------------- | ------------------------ |
| Reba McEntire    | Reba Hart                |
| Christopher Rich | Brock Hart               |
| Joanna García    | Cheyenne Hart-Montgomery |
| Steve Howey      | Van Montgomery           |
| Scarlett Pomers  | Kyra Hart                |
| Mitch Holleman   | Jake Hart                |
| Melissa Peterman | Barbra Jean Booker-Hart  |

## Nominaties en prijzen
In onderstaande tabel zijn de verschillende nominaties en prijzen te zien die de serie in de wacht heeft gesleept. Als een prijs goud is gearceerd dan heeft de serie die ook gewonnen.
| Emmy Awards            | Emmy Awards                                                                        | Emmy Awards                             |
| ---------------------- | ---------------------------------------------------------------------------------- | --------------------------------------- |
| Jaar                   | Categorie                                                                          | Genomineerde                            |
| 2005                   | Outstanding Cinematography for a Multi-Camera Series                               | Bryan Hays (voor afl 'Flowers For Van') |
|                        |                                                                                    |                                         |
| Golden Globes          |                                                                                    |                                         |
| Jaar                   | Categorie                                                                          | Genomineerde                            |
| 2004                   | Best Performance by an Actress in a Television Series - Musical or Comedy          | Reba McEntire                           |
|                        |                                                                                    |                                         |
| People's Choice Awards |                                                                                    |                                         |
| Jaar                   | Categorie                                                                          | Genomineerde                            |
| 2002                   | Favorite Female Performer in a New Television Series                               | Reba McEntire                           |
|                        |                                                                                    |                                         |
| Teen Choice Awards     |                                                                                    |                                         |
| Jaar                   | Categorie                                                                          | Genomineerde                            |
| 2005                   | Choice TV Actress: Comedy                                                          | Joanna Garcia                           |
|                        |                                                                                    |                                         |
| Young Artist Awards    |                                                                                    |                                         |
| Jaar                   | Categorie                                                                          | Genomineerde                            |
| 2002                   | Best Performance in a TV Comedy Series - Guest Starring Young Actor                | Shawn Pyfrom                            |
| 2002                   | Best Family TV Comedy Series                                                       | -                                       |
| 2002                   | Best Performance in a TV Comedy Series - Supporting Young Actor                    | Mitch Holleman                          |
| 2002                   | Best Performance in a TV Comedy Series - Supporting Young Actress                  | Scarlett Pomers                         |
| 2003                   | Best Performance in a TV Series (Comedy or Drama) - Leading Young Actress          | Scarlett Pomers                         |
| 2003                   | Best Performance in a TV Series (Comedy or Drama) - Supporting Young Actor         | Mitch Holleman                          |
| 2004                   | Best Performance in a TV Series (Comedy or Drama) - Leading Young Actress          | Scarlett Pomers                         |
| 2005                   | Best Family Television Series (Comedy)                                             | -                                       |
| 2005                   | Best Performance in a TV Series (Comedy or Drama) - Leading Young Actress          | Scarlett Pomers                         |
| 2005                   | Best Performance in a TV Series (Comedy or Drama) - Young Actor Age Ten or Younger | Mitch Holleman                          |